# Бонелл (герцог Неаполя)
Бонелл (лат. Bonellus, итал. Bonello; умер в 696) — герцог Неаполя (687—696).

## Биография
Единственный раннесредневековый исторический источник, сообщающий о Бонелле — «Хроника герцогов Беневенто, Салерно, Капуи и Неаполя». Согласно ей, он получил власть над Неаполитанским герцогством в 687 году после смерти Стефана I. В то время Неаполь входил в состав Византии и для утверждения в должности Бонелл должен был получить согласие императора Юстиниана II.
О правлении Бонелла почти ничего не известно. Сохранились несколько изготовленных в то время в Неаполе монет, на которых отчеканен портрет императора Юстиниана II. В «Хронике герцогов Беневенто, Салерно, Капуи и Неаполя» сообщается, что Бонелл правил Неаполитанским герцогством девять лет и скончался в 696 году. Его преемником в должности был Феодосий.